# Gelasimus borealis
Gelasimus borealis is een krabbensoort uit de familie van de Ocypodidae. De wetenschappelijke naam van de soort werd in 1975 gepubliceerd door Jocelyn Crane.